# Johann Heinrich Lambert
Johann Heinrich Lambert (n. 26 august 1728 - d. 25 septembrie 1777) a fost un matematician, fizician și astronom elvețian.

## Contribuții

### Matematică
Lambert a introdus funcțiile hiperbolice în geometrie.
A fost primul care a demonstrat faptul că π este irațional folosind dezvoltarea în fracție continuă (1761).

### Astronomie
A dezvoltat o teorie privind apariția Universului asemănătoare ipotezei nebulare a lui Thomas Wright și Immanuel Kant.
Studiind conicele, Lambert a determinat formule de calcul pentru timpul de zbor pe secțiuni ale orbitei cometelor.